# Sanna Veerman
Sanna Veerman (Edam-Volendam, 29 gennaio 2002) è una ginnasta olandese.

## Biografia
Ha iniziato a praticare ginnastica all'età di sei anni.
Ha partecipato alla Coppa del Mondo di Cottbus, dove ha conquistato la medaglia d'argento nella finale alle parallele, dietro alla compagna di squadra Tisha Volleman. Agli europei di Monaco di Baviera 2022, ha gareggiato nella qualificazione per la finale a squadre, dove i Paesi Bassi si sono classificati quarti dietro a Italia, Gran Bretagna e Germania.
È stata convocata ai mondiali di Liverpool 2022 dove i Paesi Bassi si sono piazzati al nono posto durante le qualificazioni, mancando la finale a squadre. A livello individuale, si è qualificata per la finale alle parallele asimmetriche, dove si è classificata quinta.
Durante la tappa di Baku della Coppa del Mondo 2023 ha conquistato la medaglia di bronzo nella finale delle parallele, dietro alla cinese Qiu Qiyuan e all'italiana Giorgia Villa. Ha poi partecipato al DTB Pokal di Stoccarda, dove si è classificata seconda alle parallele alle spalle di Zoe Miller.
Agli europei individuali di Adalia 2023 ha guadagnato il bronzo a squadre, con Eythora Thorsdottir, Vera van Pol, Naomi Visser e Sanne Wevers.

## Palmarès
- Europei

Adalia 2023: bronzo a squadre;